# Podi, Bar
Podi je nekdanje naselje v Črni gori, ki je upravno spadalo pod občino Bar. Danes je uradno razdeljeno na dve naselji: Gornjo in Donjo Podo.

## Demografija
| Pregled števila prebivalstva po letih | Pregled števila prebivalstva po letih | Pregled števila prebivalstva po letih | Pregled števila prebivalstva po letih | Pregled števila prebivalstva po letih | Pregled števila prebivalstva po letih | Pregled števila prebivalstva po letih | Pregled števila prebivalstva po letih |
| ------------------------------------- | ------------------------------------- | ------------------------------------- | ------------------------------------- | ------------------------------------- | ------------------------------------- | ------------------------------------- | ------------------------------------- |
| 1948                                  | 1953                                  | 1961                                  | 1971                                  | 1981                                  | 1991                                  | 2003                                  | 2011                                  |
| 152                                   | 167                                   | 176                                   | 162                                   | 124                                   | 184                                   | 156                                   | 192                                   |